# L'Osservatore Triestino
L'Osservatore Triestino fu un quotidiano fondato il 3 luglio 1784 da Giuseppe de Coletti, già fondatore a Gorizia dell'Accademia degli Arcadi Romano-Sonziaci e a Trieste dell'Accademia degli Arcadi Triestini. Fu pubblicato fino al 1933.
Si rivolgeva alla parte della città favorevole alla Casa d'Austria, tanto da divenire anche una specie di notiziario ufficiale del governo austriaco. Il giornale si dedicava principalmente, ma non solo, alla legislazione, al commercio ed alla letteratura. Verrà stampato nella tipografia del Lloyd Austriaco che, dal 1842 al 1883, era situato nella galleria del Tergesteo. Per il giornale, tra gli altri, scrissero anche Pietro Kandler, sotto lo pseudonimo di Giusto Traibor, Giuseppe de Lignani (1830-1843) e Carlo Gregorutti.

## Alcuni direttori
- Pacifico Valussi
- Antonio Bersa de Leidenthal